# La Chapelle-sur-Furieuse
La Chapelle-sur-Furieuse là một xã trong vùng hành chính Franche-Comté, thuộc tỉnh Jura, quận Lons-le-Saunier, tổng Salins-les-Bains. Tọa độ địa lý của xã là 46° 59' vĩ độ bắc, 05° 51' kinh độ đông. La Chapelle-sur-Furieuse nằm trên độ cao trung bình là 280 mét trên mực nước biển, có điểm thấp nhất là 250 mét và điểm cao nhất là 550 mét. Xã có diện tích 9.03 km², dân số vào thời điểm 1999 là 286 người; mật độ dân số là 32 người/km².

## Thông tin nhân khẩu
| 1962 | 1968 | 1975 | 1982 | 1990 | 1999 |
| ---- | ---- | ---- | ---- | ---- | ---- |
| 203  | 222  | 200  | 224  | 254  | 286  |

## Địa điểm tham quan
Nhà thờ của La Chapelle-sur-Furieuse được xây dựng trong thế kỉ thứ 16 và cải tạo trong thế kỉ thứ 17. Trong nhà thờ Saint-Benoît là một tượng đá từ thế kỉ thứ 15.